# Звучна глътъчна проходна съгласна
Звучната глътъчна проходна съгласна представлява вид съгласен звук на речта, използван в някои човешки езици. Знакът за този звук в МФА е [ʕ].